# Carl Waaler Kaas
Carl Waaler Kaas (* 28. červenec 1982, Oslo) je norský reprezentant v orientačním běhu, jenž v současnosti žije v Oslu. Jeho největším úspěchem je zlatá medaile z Mistrovství světa z roku 2010 v norském Trondheimu. V současnosti běhá za norský klub Bækkelagets SK.

## Sportovní kariéra
| Přehled úspěchů na Mistrovství světa | Přehled úspěchů na Mistrovství světa | Přehled úspěchů na Mistrovství světa | Přehled úspěchů na Mistrovství světa | Přehled úspěchů na Mistrovství světa |
| Mistrovství světa                    | Sprint                               | Middle                               | Long                                 | Štafety                              |
| ------------------------------------ | ------------------------------------ | ------------------------------------ | ------------------------------------ | ------------------------------------ |
| Olomouc 2008                         | X                                    | X                                    | 11. místo                            | X                                    |
| Miskolc 2009                         | DSQ                                  | X                                    | Q17. místo                           | X                                    |
| Trondheim 2010                       | X                                    | 1. místo                             | X                                    | 2. místo                             |
| Savojsko 2011                        | X                                    | 13. místo                            | 15. místo                            | 2. místo                             |
| Lausanne 2012                        | X                                    | 22. místo                            | X                                    | 2. místo                             |

| Přehled úspěchů na Mistrovství Evropy | Přehled úspěchů na Mistrovství Evropy | Přehled úspěchů na Mistrovství Evropy | Přehled úspěchů na Mistrovství Evropy | Přehled úspěchů na Mistrovství Evropy |
| Mistrovství Evropy                    | Sprint                                | Middle                                | Long                                  | Štafety                               |
| ------------------------------------- | ------------------------------------- | ------------------------------------- | ------------------------------------- | ------------------------------------- |
| Otepää 2006                           | 14. místo                             | X                                     | X                                     | 3. místo                              |
| Primorsko 2010                        | 26. místo                             | 8. místo                              | 4. místo                              | 3. místo                              |
| Falun 2012                            | 15. místo                             | 3. místo                              | X                                     | 4. místo                              |

| Přehled úspěchů na Mistrovství světa juniorů | Přehled úspěchů na Mistrovství světa juniorů | Přehled úspěchů na Mistrovství světa juniorů | Přehled úspěchů na Mistrovství světa juniorů | Přehled úspěchů na Mistrovství světa juniorů |
| Mistrovství světa juniorů                    | Sprint                                       | Middle                                       | Long                                         | Štafety                                      |
| -------------------------------------------- | -------------------------------------------- | -------------------------------------------- | -------------------------------------------- | -------------------------------------------- |
| Alicante 2002                                | X                                            | 43. místo                                    | 18. místo                                    | X                                            |